# Imperial Esports
Imperial Esports (Imperial) — бразильская киберспортивная организация, основанная в 2018 году. В настоящий момент представлена подразделением по Counter-Strike 2. Основателем организации является Фелиппе «felippe1» Мартинс.

## История
Официальной датой основания организации является 9 марта 2018 года.

## Counter-Strike: Global Offensive/Counter-Strike 2
5 сентября 2018 года Imperial приобрела команду Counter-Strike у Santos e-Sports. В начале 2022 года, после истечения контракта всех её игроков, организация подписала «Last Dance», команду, созданную Габриэлем «FalleN» Толедо, целью которой было объединить ветеранов бразильской соревновательной сцены. Слухи указывали, что первоначальная идея заключалась в том, чтобы собрать вместе пятерых бывших членов команды, выигравшей два мейджора, одного для Luminosity Gaming и другого для SK Gaming, в составе FalleN, Фернандо «fer» Альваренга, Линкольн «fnx» Лау, Марсело «coldzera» Дэвид и Эпитасио «TACO» де Мело, однако последние два игрока уже имели другие проекты и решили не участвовать. Бразильцы Рикардо «boltz» Прасс и Винисиус «VINI» Фигейредо были выбраны для завершения команды, в дополнение к Луису «peacemaker» Тадеу в качестве тренера. 
12 августа Imperial объявила об уходе Луиса «peacemaker» Тадеу из команды из-за «некоторых внутренних проблем». 21 августа было объявлено, что fnx прекратит играть за команду и возьмет на себя роль тренера; его заменил Марсело «chelo» Сеспедес.
В 2022 году Imperial приняла участие в PGL Major Antwerp 2022. Команда прошла этап претендентов со счётом 3-2, но не смогла выйти в плей-офф.
9 октября 2022 года Imperial обеспечила себе место на IEM Rio Major 2022 в серии ожесточенных боев 2-1 против североамериканской команды Complexity Gaming: финальная карта закончилась счётом 22:20. Команда не показала хороших результатов в турнире и проиграла на первом этапе.
3 марта 2024 коллектив отобрался на PGL Major Copenhagen 2024 и прошла через этап претендентов в основную стадию, но не вышла в плей-офф.
30 ноября 2024 команда приняла участие на Perfect World Shanghai Major 2024, но вылетела в Opening stage со счетом 0:3.
20 января 2025 года Хосе «felps» Васконселос покинул основной состав, присоединившись к RED Canids.
29 января 2025 к основному составу присоединился Ричард «chayJESUS» Сейди.

### Текущий состав
|                   | Ник             | Полное имя        | Роль            | Присоединился   |
| Основной состав   | Основной состав | Основной состав   | Основной состав | Основной состав |
| ----------------- | --------------- | ----------------- | --------------- | --------------- |
| Флаг Бразилии     | noway           | Кайки Сантос      | Стрелок         | 8 октября 2023  |
| Флаг Аргентины    | try             | Сантино Ригал     | Снайпер         | 16 июля 2024    |
| Флаг Бразилии     | decenty         | Лукас Бакелар     | Стрелок         | 31 октября 2023 |
| Флаг Бразилии     | VINI            | Винисиус Фигуердо | Капитан         | 18 февраля 2022 |
| Флаг Бразилии     | chayJESUS       | Ричард Сейди      | Стрелок         | 29 января 2025  |
| Тренерский Состав |                 |                   |                 |                 |
| Флаг Бразилии     | ZAKK            | Рафаэль Фернандес | Тренер          | 14 января 2023  |

### Достижения
За всю историю команда Imperial Esports участвовала в 61 турнире, из которых лидирующие места (1, 2 и 3) занимала 33 раза. Суммарно за все время выиграла призовой фонд составил $717 304.
|      | место   | турнир                                  | место проведения | дата                   | призовые ($) |
| ---- | ------- | --------------------------------------- | ---------------- | ---------------------- | ------------ |
| 2022 | 9 — 11  | PGL Major Antwerp 2022                  | Антверпен        | 14—22 мая              | 8750         |
| 2022 | 2       | ESL Challenger Melbourne 2022           | Мельбурн         | 2—4 сентября           | 20 000       |
| 2022 | 3       | FiReLEAGUE 2022: Global Finals          | Барселона        | 14—16 октября          | 7000         |
| 2022 | 23 — 24 | IEM Rio Major 2022                      | Рио-де-Жанейро   | 5—13 ноября            | 10 000       |
| 2023 | 1       | BLAST Premier: Spring AM Showdown 2023  | Онлайн           | 29 марта — 2 апреля    | 20 000       |
| 2023 | 3       | BLAST Premier: Spring Final 2023        | Вашингтон        | 7—11 июня              | 40 000       |
| 2023 | 1       | CBCS Invitational 2023                  | Онлайн           | 23—26 ноября           | 30 597       |
| 2024 | 1       | ESL Challenger League S47: SA           | Онлайн           | 13 февраля — 9 июня    | 20 000       |
| 2024 | 12 — 14 | PGL Major Copenhagen 2024               | Копенгаген       | 21—31 марта            | 20 000       |
| 2024 | 2       | Global Esports Tour Rio de Janeiro 2024 | Рио-де-Жанейро   | 18—20 апреля           | 50 000       |
| 2024 | 23—24   | Perfect World Shanghai Major 2024       | Шанхай           | 30 ноября — 15 декабря | 10 000       |

### Imperial fe
25 мая 2024 года Imperial представили свой женский состав по Counter-Strike 2.
3 июня 2024 года состав выиграл ESL Impact 5.
24 ноября 2024 года состав выиграл  ESL Impact 6.
Imperial fe были названы лучшей женской командой 2024 года по версии портала HLTV.
|                   | Ник             | Полное имя          | Роль            | Присоединился   |
| Основной состав   | Основной состав | Основной состав     | Основной состав | Основной состав |
| ----------------- | --------------- | ------------------- | --------------- | --------------- |
| Флаг Румынии      | ANa             | Ана Думбрава        | Снайпер         | 25 мая 2024     |
| Флаг Словакии     | Kat             | Катарина Вашкова    | Стрелок         | 25 мая 2024     |
| Флаг России       | tory            | Виктория Казиева    | Капитан         | 25 мая 2024     |
| Флаг России       | twenty3         | Александра Тимонина | Стрелок         | 25 мая 2024     |
| Флаг Швеции       | zAAz            | Зайнаб Турки        | Стрелок         | 25 мая 2024     |
| Тренерский Состав |                 |                     |                 |                 |
| Флаг Болгарии     | bubble          | Камен Костадинов    | Тренер          | 7 ноября 2024   |